# Escola Viva, Comunidade Ativa
O Escola Viva, Comunidade Ativa é um projeto na área de Educação, com o objetivo de combater a violência nas escolas em áreas urbanas dos municípios mineiros, principalmente da Região Metropolitana de Belo Horizonte, com o auxílio da comunidade. Foi criado pelo governo do Estado de  Minas Gerais, em 2003, no governo de Aécio Neves, e é coordenado pela Secretaria de Estado de Educação,
Tem por objetivo tornar as escolas públicas melhor preparadas para atender às necessidades educativas das crianças e jovens mais afetados pelos fenômenos da violência e exclusão social, proporcionar tranqüilidade e as condições indispensáveis para que se efetive o processo educativo. As escolas serão apoiadas e orientadas na elaboração de seu PDPI (Plano de Desenvolvimento Pedagógico e Institucional). “Instrumento indispensável para a transformação de escola em uma instituição reconhecida como patrimônio da comunidade a que serve e capaz de cumprir bem sua função social.
Nas escolas participantes, são realizados investimentos na infraestrutura física, na aquisição de recursos didáticos e na informatização da escola. As escolas desenvolvem ações de caráter pedagógico, cultural, esportivo e artístico. Atualmente participam do projeto 503 escolas. Iniciado na Capital em 2003, rapidamente se estendeu para a Região Metropolitana de Belo Horizonte. No Interior, Uberaba foi a primeira cidade a ter o projeto implantado em 13 escolas. Em 2007, houve a expansão do projeto de 189 para 503 instituições de ensino participantes, levando o Escola Viva para todas as regiões do estado, atendendo 480 mil alunos, em 102 dos maiores municípios mineiros.